# Cristal (stripreeks)
Cristal is een Franse stripreeks die begonnen is in augustus 1986 met Raymond Maric als schrijver en Rafael Marcello als tekenaar.

## Albums
Alle albums zijn geschreven door Raymond Maric, getekend door Rafael Marcello en uitgegeven door Dupuis.
| Nummer | Titel                        |
| ------ | ---------------------------- |
| 1      | Bezoeker uit de ruimte       |
| 2      | Doders uit een andere wereld |
| 3      | Paspoort voor de angst       |
| 4      | Betovering in Bahia          |
| 5      | Het proefkonijn              |